# Guena Dimitrova
Guena Dimitrova (en búlgar Гена Димитрова) (Beglej, 6 de maig de 1941 – Milà, 11 de juny de 2005) va ser una soprano búlgara. Va esdevenir cèlebre per la seua veu de gran poder i extensió, amb la qual va enfrontar papers com Turandot durant quatre dècades.

## Primers anys
Va començar a cantar en el cor escolar. La seus poderosa veu va fer que se li oferís una plaça en el Conservatori de Sofia, i hi va estudiar amb Cristo Brambarov entre el 1959 i el 1964. Tot i que inicialment va ser considerada com mezzosoprano, al segon any ja va ser reconeguda com a soprano.
En finalitzar els seus estudis al conservatori, va començar dedicant-se a l'ensenyament de cant. El seu debut als escenaris va tenir lloc a mitjan anys 1960 com l'Abigaille de Nabucco de Verdi en l'Òpera Nacional Búlgara, substituint dues sopranos que havien cancel·lat consecutivament. Dimitrova va aprendre el paper en una setmana.
En els seus primers enregistraments es fa palès que la veu de Dimitrova encara no havia aconseguit la seua característica enormitat. De fet, en els primers enregistraments que va fer com l'Abigaille de Nabucco, omet el do agut final de la cabaletta Salgo già. Més avançada la seua carrera, no sols el va incloure, sinó que la interpretació d'Abigaille per Dimitrova esdevindria el model front al qual altres Abigaille serien inevitablement i, de vegades malauradament, comparades.

## Carrera internacional
Dimitrova va guanyar el Concurs Internacional de Cant de Sofia l'any 1970. El premi incloïa una estada d'estudis d'un parell d'anys a la Scuola di Perfezionamento de La Scala.
Va fer el seu debut italià com a Turandot a Treviso l'any 1975. El seu debut a La Scala va tenir lloc l'any 1983 amb el mateix paper. El mateix any va tornar a interpretar Turadot per a la producció d'un video amb l'Òpera Estatal de Viena. L'any 1988 va debutar al Metropolitan Opera de Nova York, altra vegada amb Turandot.
Dimitrova va dir d'aquest paper: «Potser Turandot no és el meu paper preferit, però té el gran avantatge de poder demostrar els recursos vocals. La manera com està escrita la música fa que calga una veu com una trompeta per a fer-li justícia.» 
La seua primera aparició als Estats Units d'Amèrica va tenir lloc l'any 1981 interpretant el paper d'Elvira en Ernani. L'any 1983 va cantar La Gioconda de Ponchielli al Barbican Arts Centre, poc abans del seu debut al Covent Garden el mateix any. Aquest debut tardà va ser atribuït per la mateixa Dimitrova a «la política».
Dimitrova també va cantar alguns papers de mezzosoprano en el seu repertori. La més notable d'elles va ser Amneris, que va fer a la posada en escena de La Scala de 1985 de l'Aida de Verdi al costat de Maria Chiara en el paper principal i Luciano Pavarotti com Radamès; i Eboli de Don Carlo de Verdi.
Guena va treballar com a professora d'un gran nombre de joves cantants. Entre els seus alumnes cal destacar Elena Baramova.
Dimitrova va morir de càncer a Milà l'11 de juny de 2005. L'any 2005, havent mort, el Govern de Bulgària va prometre establir un fons amb el seu nom, per a donar suport a joves cantants.

## Honors

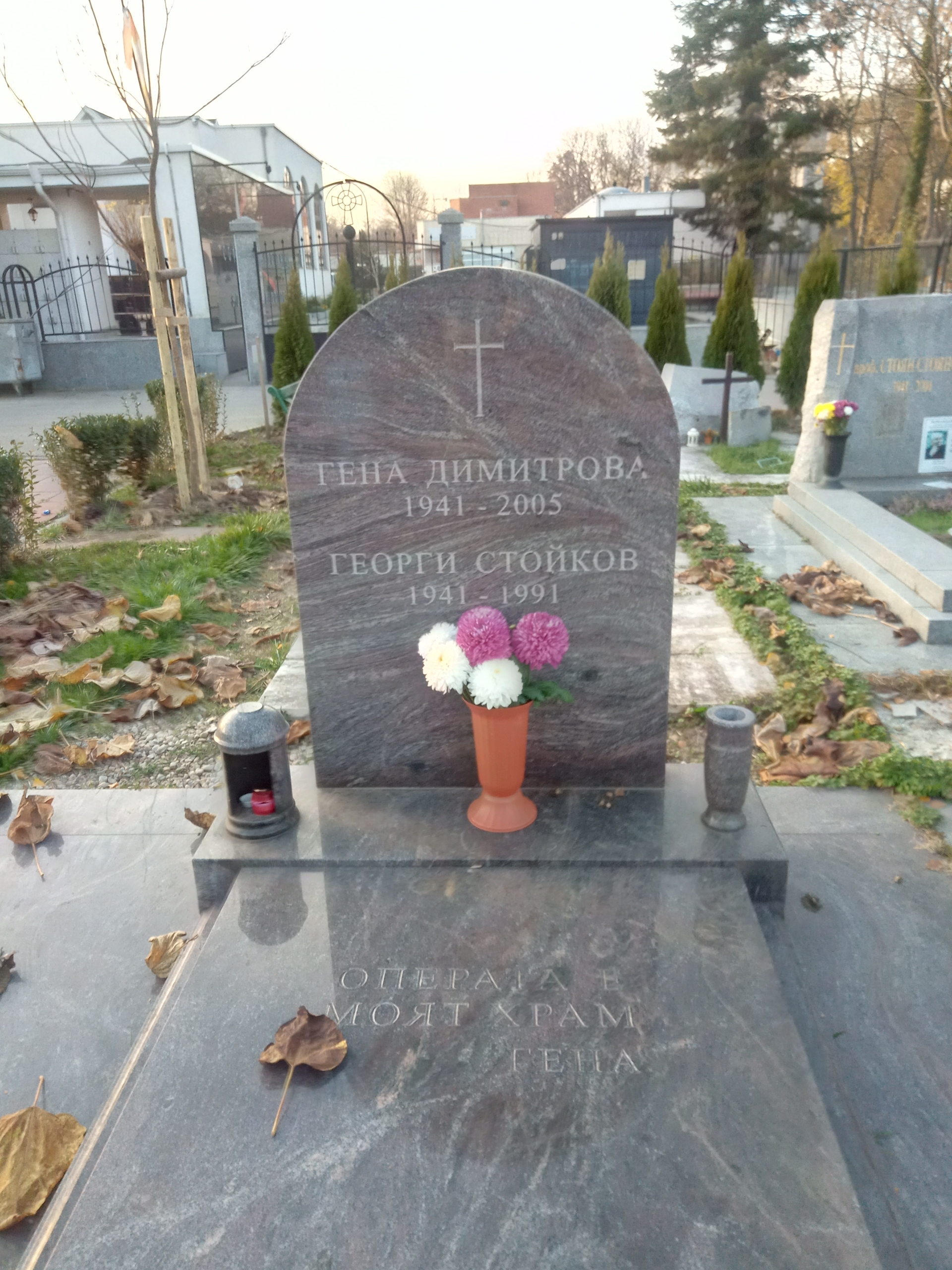
Tomba de Guena Dimitrova i el seu marit a Sofía

El pic Dimitrova a l'Antàrtida rep el nom de Ghena Dimitrova.

## Videografia
- Gala del 25è aniversari de James Levine Metropolitan Opera (1996), DVD de Deutsche Grammophon, B0004602-09
- Giuseppe Verdi: I Lombardi alla prima crociata (Teatro alla Scala, 1984), DVD de Warner Music Vision, 0927-44927-2
- Giuseppe Verdi: Nabucco (Teatro alla Scala, 1987), DVD de Warner Music Vision, 5050467-0944-2-0
- Giuseppe Verdi: Aïda (Teatro alla Scala, 1986), ArtHaus Music BR/DVD, 109087